# Mahi Binebine
Mahi Binebine (Marràqueix, 1959) és un polifacètic artista (pintor, escultor i escriptor) marroquí.
L'any 1980 va marxar a París per estudiar matemàtiques, on va exercir de professor durant vuit anys i després es dedicà a escriure i pintar. Del 1994 al 1999 Binebine va viure a Nova York on va aconseguir que algunes de les seves pintures formessin part de la col·lecció permanent del Solomon R. Guggenheim Museum. El 2002 va tornar a Marraqueix.
Binebine ha escrit sis novel·les que han estat traduïdes a diversos idiomes. Destaquen La patera i Polen, disponibles en castellà, i que tracten les dificultats poc conegudes a les que ha de fer front qualsevol persona que decideix emigrar.

## Obres
- Le Griot de Marrakech, éd. de l'Aube, ISBN 275260212X
- Cannibales, éd. de l'Aube, ISBN 2752601557
- Terre d'ombre brulée, éd. Fayard, ISBN 2213617627
- Le Sommeil de l'esclave, éd. Stock, ISBN 2234024889
- L'Écriture au tournant, coauteur Abdellatif Laâbi, éd. Al Manar, ISBN 291389609X
- Pollens, éd. Fayard, ISBN 978-2-213-60996-6
- Les Étoiles de Sidi Moumen, éd. Flammarion, ISBN 978-2081236363 (Prix littéraire de la Mamounia, 2010)
- Le Seigneur vous le rendra, éd. Fayard, ISBN 9782213670843